# Keystone (Colorado)
Keystone é uma Região censo-designada localizada no estado americano de Colorado, no Condado de Summit.

## Demografia
Segundo o censo americano de 2000, a sua população era de 825 habitantes.

## Geografia
De acordo com o United States Census Bureau tem uma área de
105,2 km², dos quais 105,2 km² cobertos por terra e 0,0 km² cobertos por água. Keystone localiza-se a aproximadamente 3484 m acima do nível do mar.

## Localidades na vizinhança
O diagrama seguinte representa as localidades num raio de 24 km ao redor de Keystone.